# عبد العزيز الحماد
عبد العزيز الحماد (7 يوليو 1946 - 17 يونيو 2010)، فنان تشكيلي وممثل سعودي. أحد رواد الحركة الفنية التشكيلية والدرامية السعودية. ولد في محافظة الزلفي. من أشهر أعماله البرنامج الإذاعي الشهير سواليف الناس، التي كتبه وأخرجه بنفسه. أقيم أول معرض فني له منتصف السبعينات في مدينة الرياض. مثل في المسرح ثم التلفزيون، وكان أول مسؤول عن الفنون التشكيلية بجمعية الثقافة والفنون عند تأسيسها. توفي الحماد في 17 يونيو 2010 جراء مرض السرطان.

## حياته
ولد في محافظة الزلفي وانتقل مع أهله إلى أثيثة ثم شقراء ثم الدلم وصولاً إلى الرياض، وكان والده يعمل في البناء، وتوفي والده وهو في سن الخامسة. تخرج من معهد إعداد المعلمين الابتدائي بالرياض عام 1962، وعمل في مهنة التدريس، والتحق بعدها بمعهد التربية الفنية بالرياض عام 1963 وتخرج عام 1967، ثم ابتعث من قبل وزارة المعارف في حينها لإكمال دراسته في الفن التشكيلي في الولايات المتحدة الأمريكية.
وفي أثناء دراسته في المعهد كان يمثل في المسرح ومعه عدد من زملاءه من بينهم الممثل محمد الطويان، وفي عام 1968 مثل في أول عمل تلفزيوني من تأليفه وهو مسلسل الوجه الآخر والذي أخرجه سعد الفريح. وفي عام 1969 شارك في المسلسل التونسي عمارة العجائب، مع عدد من الممثلين السعوديين. وفي عام 1970 شارك ولأول مرة في الإذاعة بمسلسل من كتابته بعنوان سواليف الناس.

### أسرته
في عام 1970 تزوج من الإعلامية سلوى شاكر، ولديهما ستة أبناء هم حسام، فيصل، مهند، بدر، بسمة، هالة.

## من أعماله

### التلفزيون
- 1968: الوجه الآخر.
- 1969: عمارة العجائب.
- 1970: المهند.
- سكرتير في البيت
- 1971: العباقرة الثلاثة.
- 1972: أحلام سعيدة.
- 1972: حكاية مثل.
- 1974: غداً تشرق الشمس.
- 1997: الوهم.
- شقة الحرية.
- خلك معي.
- شئون عائلية.
- 2000: أساطير شعبية.
- 1974: أيام لا تنسى.
- طاش ما طاش.
- 2003: ولا في الأحلام.
- 2009: أبجد هوز.

### الإذاعة
- سحابة صيف.
- المهمة الأخيرة.
- سواليف الناس.
- متحف بلا رواد.

## وفاته
توفي الفنان عبد العزيز الحماد في يوم الخميس 5 رجب 1431هـ الموافق 17 يونيو 2010 في مستشفى UPMC [الإنجليزية] الجامعي في مدينة بيتسبيرج في ولاية بنسيلفانيا الأمريكية، حيث كان يعاني من ورم لمفاوي في اللثة. ثم تمدد إلى الرئة.